# 헤스페로칼리스
헤스페로칼리스(Hesperocallis undulata)는 헤스페로칼리스속(Hesperocallis)의 유일종으로 북아메리카 남서부의 사막 지대에서 발견된다. 헤스페로칼리스속은 전통적으로 백합과로 분류하였지만, 최근에 이 식물들의 유연관계는 명확하지 않다. 원추리과 또는 옥잠화과에 포함시켜 분류하기도 하였다. 1972년, 해밀턴 트라웁(Hamilton Traub)은 유일속인 헤스페로칼리스속의 이름을 따서 헤스페로칼리스과를 지었다. APG II 분류 체계는 외떡잎식물군 내의 비짜루목의 비짜루과(아스파라거스과)에 포함시켰으나, 일종의 단계통군 과로써 헤스페로칼리스과로의 선택적인 분리를 허용했다. 최근의 분자생물학적 계통 연구는 용설란속과와 밀접한 유연관계를 확인하였으며, 따라서 용설란아과에 포함시키도록 권고하고 있다(Pires et al. 2004).